# Polyommatus uranicola
Polyommatus uranicola är en fjärilsart som beskrevs av Walker 1870. Polyommatus uranicola ingår i släktet Polyommatus och familjen juvelvingar. Inga underarter finns listade i Catalogue of Life.